# Jacob Sartorius
Rolf Jacob Sartorius, né le 2 octobre 2002 dans l'Oklahoma, aux États-Unis, est un chanteur américain. Il débute avec la mise en ligne de son premier Vine, un message engagé contre le harcèlement qui a été visionné plus de 16 millions de fois. Par la suite il rejoint musical.ly (actuellement TikTok), c'est à ce moment que sa popularité a subitement augmenté, ses vidéos l'ont amené à devenir l'une des personnes les plus suivies de l'application. En 2016 il se lance dans la musique et sort son premier single, Sweatshirt, visionné près de 50 millions de fois sur YouTube.

## Biographie
Rolf Jacob Sartorius, plus connu sous le nom de Jacob Sartorius est né dans l'Oklahoma. Peu de temps après, il se fait adopter car ses parents biologiques étaient très négligents envers lui, il déménage alors en Virgine avec sa famille adoptive. A l'école, il est victime de harcèlement dû à sa popularité depuis l’âge de 11 ans, ce qui l'oblige à changer régulièrement d'école. Il prend maintenant des cours particuliers. En octobre 2016, il organise sa première tournée, All my friends tour.  Il effectue sa première tournée mondiale The Last Text World Tour en janvier 2017. Sa deuxième tournée mondiale Left Me Hangin  débute au mois d'octobre avec la première date s'effectuant à Paris le 4 octobre 2017.

## Carrière

### Vine
À l'âge de 14 ans, il publie son premier Vine, un message engagé contre le harcèlement qui a été visionné 16 millions de fois : « Ce garçon gay que tu as frappé dans le couloir aujourd’hui. Il s’est suicidé, il y a quelques minutes. Cette fille que tu as traité de salope. Elle est encore vierge (…) Tu penses connaître les gens ? Mais non », écrivait-il. Il continue sur la plateforme où il publie régulièrement des courtes vidéos humoristiques. 

### Musical.ly
Il devient célèbre avec ses vidéos sur l'application Musical.ly. C'est ainsi que ses vidéos sont devenues populaires et l'ont amené à devenir l'une des personnes comptabilisant le plus d'abonnés avec plus de 14 millions de followers.

### YouTube
Après la sortie de son premier single, Sweatshirt, dont le clip compte plus de 49 millions de vues en 2018, mais comptant plus de 2,35 millions de pouce rouge, il publie de nouveaux singles lesquels totalisent plus de 290 millions de vues et 2,9 millions d'abonnés sur sa chaîne. 
Il possède également une chaîne secondaire Jacob Sartorius Vlog où il poste des vlogs.

### Instagram
Son compte Instagram compte plus de neuf millions de followers.

### Vie privée
Jacob Sartorius et l'actrice britannique Millie Bobby Brown, âgés d'une quinzaine d'années, affichent une brève relation sur Instagram.

## Discographie

### Singles
- Sweatshirt (3 mai 2016)
- Hit Or Miss (25 juillet 2016)
- All My Friends (2 octobre 2016)
- Last Text (22 décembre 2016)
- Hit Me Back ft. Blackbear (23 juin 2017)
- Hang Me Out To Dry (29 septembre 2017)
- Popular Girls (29 septembre 2017)
- Cozy (1er décembre 2017)
- Up With It (11 mai 2018)
- Hooked On A Feeling (22 juin 2018)
- Better With You (2 novembre 2018)
- Party Goes Harder (20 décembre 2019)
- Over U (23 octobre 2020)
- Youtube & BBQ Chips (20 janvier 2021)
- For Real (29 juin 2021)
- Hey, Hello, Goodbye (1er septembre 2021)
- Fear Of Intimacy (2 février 2022)
- IDGAF ft. SK8 (8 février 2022)
- Worth It (20 avril 2022)
- Makeup Your Mind (5 octobre 2022)
- Planet Lonely (26 octobre 2022)
- Temporary Tattoo (30 novembre 2022)
- High (4 janvier 2023)
- Cowboy (12 avril 2023)
- Luv (16 juin 2023)
- Homebody (21 septembre 2023)
- Jokeman (8 décembre 2023)
- Lonely ft. Audrey Mika (19 janvier 2024)
- Simon Says (24 mai 2024)
- Heart Scammer (13 septembre 2024)
- I Wish You All The Worst ft. Sadie Fine (8 novembre 2024)
- Boyband (21 février 2025)

## Tournées
- All My Friends Tour (2016)
- The Last Text World Tour (2017)
- The Left Me Hangin' Tour (2017-2018)

## Récompenses et nominations
| Année | Award                     | Catégorie                   |
| ----- | ------------------------- | --------------------------- |
| 2016  | Teen Choice Awards        | Choice Muser                |
| 2017  | iHeart Radio Music Awards | Social Star Award           |
| 2017  | Kids' Choice Awards       | Favorite Viral Music Artist |
| 2017  | Radio Disney Music Awards | Favorite Social Media Star  |
| 2017  | Shorty Awards             | Muser of the Year           |
| 2017  | Teen Choice Awards        | Choice Muser                |